# اکیم ابویه
اکیم ابویه (انگلیسی: Akeem Abioye؛ زادهٔ ۱۲ سپتامبر ۱۹۹۸) بازیکن فوتبال اهل نیجریه است که در پست هافبک بازی می‌کند.